# إعدامات منظمة أبو نضال الداخلية
إعدامات منظمة أبو نضال الداخلية التي نفذتها منظمة أبو نضال هي عمليات الإعدام الجماعي لأعضاء منظمة أبو نضال وأسرهم من قبل أبو نضال والزملاء الرئيسيين خلال الفترة من 1987 إلى 1988. نفذت عمليات الإعدام في عدد من المواقع في سوريا ولبنان وليبيا. يقدر عدد الأشخاص الذين أعدموا ومعظمهم من الفلسطينيين ب 600 شخص.

## الخلفية
أنشئت منظمة أبو نضال من قبل صبري خليل البنا (أبو نضال) وهو قومي عربي فلسطيني وعضو سابق في حزب البعث. أسس البنا فصيله داخل منظمة التحرير الفلسطينية قبل أحداث أيلول الأسود في الأردن وتلاه خلافات داخلية داخل منظمة التحرير الفلسطينية. خلال مؤتمر فتح الثالث في دمشق عام 1971 برز كزعيم للتحالف اليساري ضد ياسر عرفات.
كانت أول عملية مستقلة قام بها أبو نضال في 5 سبتمبر 1973 عندما استولى خمسة مسلحين يستخدمون اسم «العقاب» على السفارة السعودية في باريس وأخذوا 11 رهينة وهددوا بتفجير المبنى إذا لم يتم الإفراج عن أبو داود من سجنه في الأردن حيث اعتقل في فبراير 1973 لمحاولة اغتيال الملك حسين.
بعد شهرين وتحديدا بعد حرب أكتوبر مباشرة التي وقعت في أكتوبر 1973 وخلال المناقشات التي دارت حول عقد مؤتمر للسلام في جنيف اختطفت منظمة أبو نضال طائرة تابعة لشركة «كي إم إل» مستخدمة اسم منظمة الشباب العربية القومية. كان الهدف من العملية إرسال إشارة إلى حركة فتح بعدم إرسال ممثلين إلى أي مؤتمر للسلام. ردا على ذلك طرد عرفات رسميا أبو نضال من حركة فتح في مارس 1974 وانتهى الصدع بين المجموعتين والرجلين.
شاركت منظمة أبو نضال في سلسلة من الحوادث الإرهابية الدولية التي تستهدف إسرائيل والدول الغربية. يعتقد أبو نضال الذي يعتبر نفسه مستقل أن وزارة الخارجية الأمريكية قد أمرت بشن هجمات في 20 بلدا مما أسفر عن مقتل أو إصابة أكثر من 900 شخص. كانت اعتداءات منظمة أبو نضال الأكثر شهرة على عدادات تذاكر العال في مطاري روما وفيينا في ديسمبر 1985 عندما فتح مسلحون عرب على ارتفاع عالي النار على الركاب مما أسفر عن مقتل 18 شخصا وإصابة 120. كتب باتريك سيل كاتب سيرة أبو نضال عن الهجمات أن: «القسوة العشوائية تميزها بأنها عمليات أبو نضال النموذجية».

## الإعدامات ضمن المنظمة
نشرت صحيفة أنباء الثورة الرسمية في منظمة أبو نضال بانتظام حكايات تعلن عن إعدام الخونة داخل الحركة. أعطي كل مجند جديد من منظمة أبو نضال عدة أيام لكتابة كامل قصة حياته باليد - بما في ذلك أسماء وعناوين أفراد الأسرة والأصدقاء والمحبين - وكان مطلوب بعد ذلك التوقيع على ورقة الموافقة على إعدامه إذا كان أي شيء وجد أنه غير صحيح. في كل الأحوال يطلب من المجند إعادة كتابة القصة بأكملها. عند وجود أي تناقضات فهذا دليل على أنه جاسوس وأنه سيكتب مرة أخرى في كثير من الأحيان بعد أيام من التعرض للضرب والليالي التي ينامها واقفا.

### أحداث 1987
بحلول عام 1987 كان أبو نضال قد حول القوة الكاملة للشك وتكتيكات الإرهاب إلى الداخل على نفسه. تعرض الأعضاء للتعذيب بصورة روتينية من قبل «لجنة العدالة الثورية» حتى اعترفوا بالخيانة وعدم الولاء. الرجال يعلقون عراة لساعات ويجلدوا حتى يفقدوا الوعي وعيه ثم يفيقونهم عن طريق فرك الملح أو مسحوق الفلفل الحار في جراحهم. يضطر السجين العاري إلى الدخول في إطار سيارة وساقيه وظهره في الهواء ثم يجرح ويصاب ويملح. البلاستيك الذي يذوب تحت اللهب سوف ينزلق على جلد السجناء. وفقا للمجندين الذين تمكنوا من الفرار يتم وضع الأعضاء التناسلية للسجناء في مقلاة من الزيت الساخن المغلي بينما يتم احتجاز الرجال. بين الاستجوابات يتم وضع السجناء في زنزانات صغيرة ويربطون اليد والقدم. إذا كانت الخلايا كاملة قد يدفن السجين حيا مع أنبوب صلب في فمه للسماح له بالتنفس. سيتم سكب الماء في بعض الأحيان. عندما يأمر أبو نضال بإعدام السجين عندها تطلق رصاصة داخل الأنبوب ثم يزال الأنبوب وتملأ الحفرة.

#### الجناة
في عام واحد من 1987 إلى 1988 قتل نحو 600 شخص أي ما بين ثلث ونصف أعضاء منظمة أبو نضال. كان أبو نضال ألقى الزوجة المسنة للحاج أبو موسى في السجن وقتلت بتهمة السحاق. كانت أعمال القتل في الغالب عن طريق أربعة رجال هم: مصطفى إبراهيم صندوقة من لجنة العدل وعصام مرقة نائب أبو نضال الذي كان متزوجا من أخت زوجته وسليمان سمرين المعروف أيضا باسم الدكتور غسان العلي السكرتير الأول لمنظمة أبو نضال ومصطفى عوض المعروف أيضا باسم علاء رئيس مديرية الاستخبارات. قال أبو داود عضو منظمة أبو نضال أن معظم قرارات القتل اتخذها أبو نضال «في منتصف الليل بعد أن يشرب زجاجة كاملة من الويسكي».